# Pristimantis buccinator
Pristimantis buccinator är en groddjursart som först beskrevs av Juan Manuel Rodriguez 1994.  Pristimantis buccinator ingår i släktet Pristimantis och familjen Strabomantidae. IUCN kategoriserar arten globalt som livskraftig. Inga underarter finns listade i Catalogue of Life.